# Dekanat Bielsk Podlaski (diecezja drohiczyńska)
Dekanat Bielsk Podlaski – jeden z 11 dekanatów w rzymskokatolickiej diecezji drohiczyńskiej.

## Parafie
W skład dekanatu wchodzi 8 parafii:
- Bielsk Podlaski – parafia Najświętszej Opatrzności Bożej
- Bielsk Podlaski – parafia MB z Góry Karmel
  - kościół parafialny - Matki Bożej z Góry Karmel
- Bielsk Podlaski – parafia Miłosierdzia Bożego
  - kościół parafialny - Miłosierdzia Bożego
- Bielsk Podlaski – parafia Narodzenia NMP i św. Mikołaja
  - kościół parafialny - Bazylika Narodzenia NMP i św. Mikołaja
- Wyszki – parafia św. Andrzeja Apostoła
- Boćki – parafia św. Józefa Oblubieńca
- Łubin Kościelny – parafia Wniebowzięcia NMP
- Strabla – parafia Wniebowstąpienia Pańskiego

Według danych zgromadzonych przez Kurię Diecezji Drohiczyńskiej dekanat liczy 17649 katolików.

## Władze dekanatu
Władze dekanatu stanowią;
- Dziekan: ks. Tadeusz Syczewski[3]
- Wicedziekan: ks. Zbigniew Karolak
- Ojciec duchowny: wakat

## Sąsiednie dekanaty
Białystok – Dojlidy (archidiec. białostocka), Białystok – Nowe Miasto (archidiec. białostocka), Brańsk, Hajnówka, Siemiatycze